# Chlorophorus malaccanus
Chlorophorus malaccanus là một loài bọ cánh cứng trong họ Cerambycidae.